# Aravalle

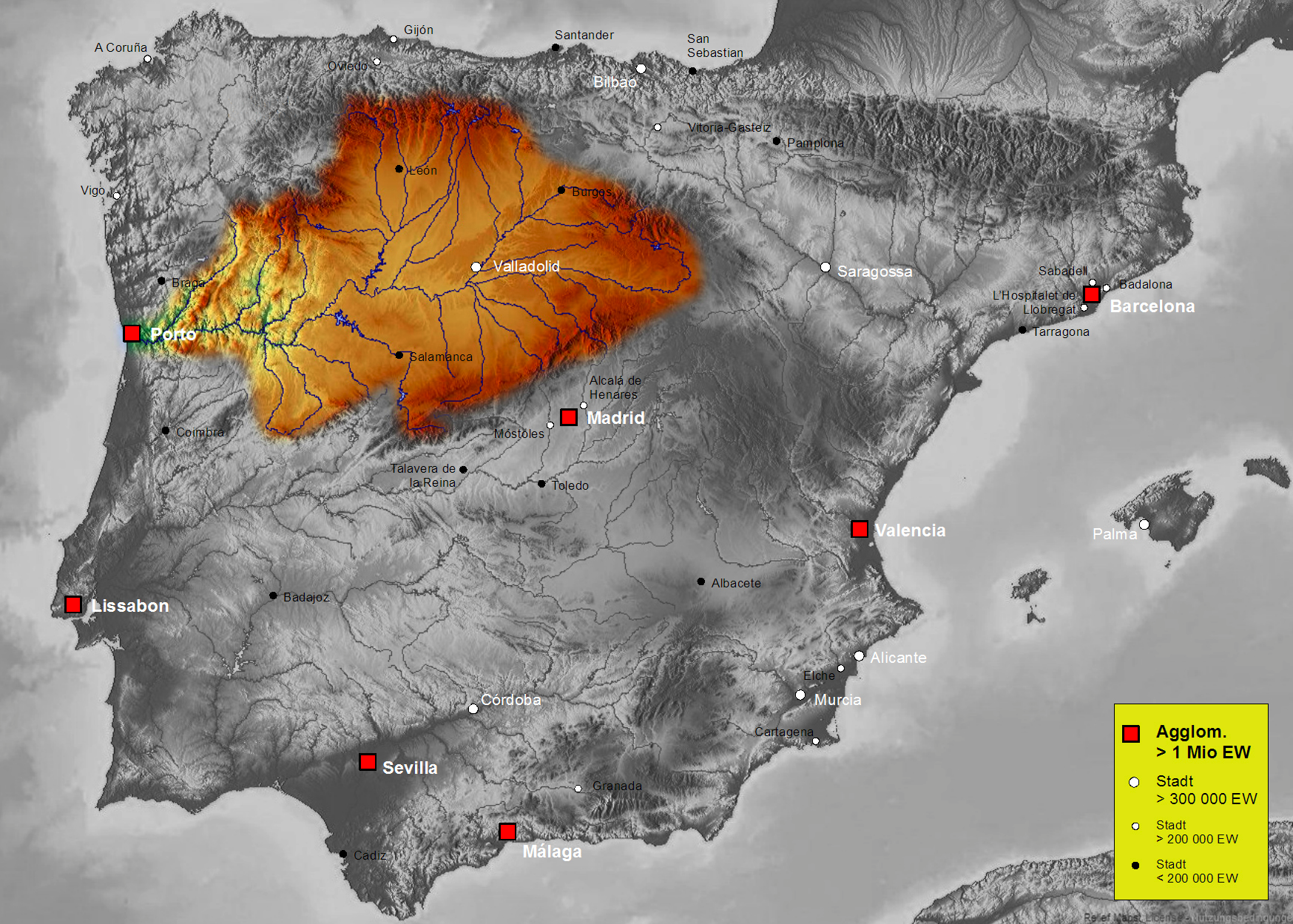
Einzugsgebiet (cuenca) des Río Duero

Der Río Aravalle ist ein ca. 25 km langer Nebenfluss des Río Tormes, der die spanischen Provinzen Ávila und Salamanca durchfließt. Sein Einzugsgebiet (cuenca) umfasst gut 350 km².

## Geografie
Der Río Aravalle entspringt auf der Nordseite der Sierra de Gredos auf dem Gemeindegebiet von Puerto Castilla; danach fließt er in nordöstliche Richtung und mündet nach ungefähr 20 km südwestlich der Kleinstadt El Barco de Ávila in den von Süden kommenden Río Tormes.

## Zuflüsse
Wichtigster Zufluss ist die Garganta de Solana; daneben gibt es mehrere Bäche (arroyos).

## Stausee
Auf dem Gemeindegebiet von Umbrías wurde der Fluss zwecks Trinkwassergewinnung seit dem Jahr 1978 gestaut; die Staumauer war nur ca. 14 m hoch und die Gesamtlänge des Stausees betrug nur etwa 500 m. Im Jahr 2019 wurde die Staumauer von Baggern aus sicherheitstechnischen und ökologischen Gründen abgerissen.

## Städte und Orte
- Puerto Castilla
- La Carrera (Ávila)

## Umwelt
Der Río Aravalle ist ein weitestgehend naturbelassener Bergfluss; seine Ufer werden überwiegend von Wäldern gesäumt und in seinem Wasser tummeln sich Forellen, Barben und andere Fische.